# Constança da Borgonha
Constança da Borgonha (8 de maio de 1046 – 1093) foi rainha de Leão e de Castela, a segunda esposa de Afonso VI de Leão e Castela.

## Biografia
Era filha do duque Roberto I da Borgonha e de Hélia de Sémur, e tia dos duques Hugo I e Eudes I e de Henrique da Borgonha, conde de Portucale. Por parte de seu pai, Constança era neta do rei Roberto II da França e, portanto, era membro da Dinastia Capetiana.
Em 1065, aos dezenove anos de idade, Constança foi dada em casamento a Hugo II, conde de Chalon. Eles foram casados por quatorze anos, até a morte de Hugo, em 1079, mas não tiveram filhos.
Algum tempo depois, Constança casou-se pela segunda vez com o rei Afonso VI de Castela. Tal união parece ter sido orquestrada através das ligações cluníacas na corte de Afonso. Ele fora casado anteriormente com Inês da Aquitânia, de quem ele parece ter se divorciado. O casamento inicialmente enfrentou oposição por parte do Papa, devido, aparentemente, ao parentesco entre Inês e Constança.
Afonso e Constança tiveram apenas uma filha que atingiu a maioridade: Urraca, a qual veio a suceder ao pai no trono.
Constança foi instrumental no processo de substituição do rito visigótico pelo rito romano nas igrejas de Castela. Ela faleceu em 1093, entre julho e outubro, deixando sua filha Urraca, então com 14 anos, e seu esposo viúvo. Afonso veio a se casar com mais três mulheres depois de Constança, mas seu único filho varão nasceu de sua concubina moura, Zaida de Sevilha. O menino, Sancho Alfónsez, morreu, ironicamente, combatendo os mouros na Batalha de Uclés, dando a oportunidade de sucessão a Urraca.
Os restos mortais de Constança foram sepultados no Mosteiro Real dos Santos Facundo e Primitivo, de Sahagún, Leão.